# Marcellin-Marie Ndabnyemb
Marcellin-Marie Ndabnyemb (* 2. Juni 1965 in Logbikoy) ist ein kamerunischer Geistlicher und römisch-katholischer Bischof von Batouri.

## Leben
Marcellin-Marie Ndabnyemb studierte Philosophie und Katholische Theologie am interdiözesanen Priesterseminar Paul VI. in Douala. Am 13. April 1996 empfing er das Sakrament der Priesterweihe für das Erzbistum Douala.
Ndabnyemb unterrichtete zunächst am Kleinen Seminar Saint Paul di Nylon in Douala. 2001 wurde er für weiterführende Studien nach Rom entsandt, wo er 2003 an der Päpstlichen Fakultät Teresianum ein Lizenziat im Fach Spirituelle Theologie erwarb. Nach der Rückkehr in seine Heimat wirkte er als Dozent und Spiritual am interdiözesanen Priesterseminar Paul VI. in Douala. Ab 2014 leitete Ndabnyemb das Collège Notre Dame des Nations in Douala.
Am 25. April 2018 ernannte ihn Papst Franziskus zum Bischof von Batouri. Der Erzbischof von Douala, Samuel Kleda, spendete ihm am 7. Juli desselben Jahres in der Sporthalle des Collège Catholique Bary in Batouri die Bischofsweihe; Mitkonsekratoren waren der Erzbischof von Bertoua, Joseph Atanga SJ, und der Erzbischof von Garoua, Faustin Ambassa Ndjodo CICM. In der Kamerunischen Bischofskonferenz fungiert Ndabnyemb zudem als Vizepräsident der Kommission für die wirtschaftlichen und finanziellen Angelegenheiten und gehört dem ständigen Rat an.